# Jacques Marin
Jacques Raymond Marin (Párizs, Popincourt negyed, 1919. szeptember 9. – Cannes, 2001. január 10. francia színpadi és filmszínész, karakterszínész, öt évtizeden át a jellegzetes francia kisember típusának rendszeres alakítója, jellemzően mellékszerepekben. Kiváló angol nyelvtudása révén nemzetközi (amerikai) filmekben is sikerrel szerepelt.

## Élete

### Színművészi pályája
Párizs 11. kerületében, Popincourt-ban született. A párizsi Conservatoire national supérieur d’art dramatique színművészeti főiskolát végezte el. Néhány apsó névtelen filmszerep után René Clément rendező 1951-es Tiltott játékok filmdrámájában kapott figyelemre méltó mellékszerepet, Georges Dollé kisvárosi polgárt alakította, a két gyermek-főszereplő, Georges Poujouly és Brigitte Fossey társaságában. Ezután sorozatban kapta a mellékszerepeket. Joviális arcvonásai, alacsony termete, kövérkés alkata, gondosan ápolt kefebajsza predesztinálta őt arra a szerepkörre, amely egész életét végigkísérte, a sztereotíp „francia kisember”, szigorú rendőr, joviális csendőr, fontoskodó ügyintéző, mérges házmester, kishivatalnok, bürokrata, boltos, kereskedő, buszsofőr szerepeire. Ezt a kicsit bumfordi, de nagyon szerethető karaktert nemcsak francia, hanem angol, amerikai és német filmekben is kiválóan alakította. 
Angol feleségének, Patricia Hutchinsonnak köszönhetően Marin kiválóan beszélt angolul, ez megkönnyítette számára a mozgást a nemzetközi filmiparban. Könnyedén tudott felváltva dolgozni francia és angol nyelvű produkciókban. Első angol nyelvű szerepét Jeffrey Hayden amerikai rendező 1957-es The Vintage című filmdrámájában alakította, Pier Angeli és Mel Ferrer mellett. Szerepelt az Amerikai fogócska vígjátékban, az 1964-es A vonat háborús filmben, az 1976-os Maraton életre-halálra krimiben, valamint a Walt Disney stúdió néhány filmjében: Sziget a világ végén-ben és Herbie Monte Carlóba megy-ben.

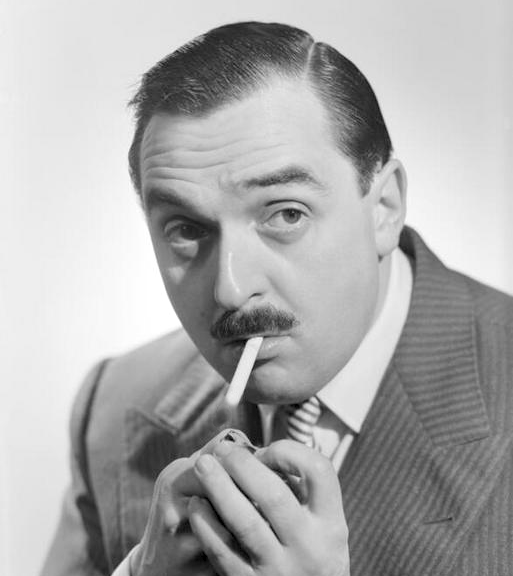
1957-ben (a Studio Harcourt fotója)

Claude Berri rendező 1963-as rövidfilm-vígjátékában, a Le Poulet-ban (magyarul „csirke/csirkehús”) Marin a főszereplő apát játszotta, aki le akarja vágni kisfia kedvenc csirkéjét, a fiú viszont elhiteti vele, hogy megkímélendő, értékes tojóról van szó. A kisfilmet az 1963-as Velencei Filmfesztiválon mutatták be és kitüntető dicséretet kapott. A film 1965-ben az Egyesült Államokban került mozikba, 1966-ban Hollywoodban Oscar-díjat kapott a legjobb élőszereplős rövidfilmek kategóriájában (Academy Award for Live Action Short Film).
Robert Lamoureux rendező 1973-as De hová tűnt a 7. század? című háborús vígjátékában Marin egy ügyeskedő, nácikkal is kollaboráló francia fűszerest alakított, nagy sikerrel.
Jóbarátjával, Jean Gabinnel 18 közös filmet forgatott. Olyan nemzetközi sztárok társaságában játszott, mint Marlon Brando, Audrey Hepburn, Cary Grant, Errol Flynn, Orson Welles, Burt Lancaster, Julie Andrews, Dustin Hoffman, Michael Caine, Anthony Quinn és mások. Hangját kölcsönözte francia animációs filmekben (Münchausen báró csodálatos kalandjai, A holdlakók titka).
Színházakban is rendszeresen szerepelt, fellépett a párizsi Théâtre Marigny és a lyoni Théâtre des Célestins színpadán. Gyakran feltűnt színvonalas francia tévészínházi közvetítésekben (Au théâtre ce soir tévésorozatban) és a Les Cinq Dernières Minutes című népszerű bűnügyi tévésorozat több epizódjában is.
1994-ben Gérard Courant rendező, operatőr portréfilmet készített vele Cinématon című sorozatának 1650. sorszámú filmjéhez. Ez volt Marin utolsó személyes megjelenése a filmvásznon. A 2001-ben bemutatott Szörny Rt. c. animációs filmben a francia tévériporter az ő hangján szólalt meg.
Aktívan dolgozott a szakmai közéletben is. Egyik alapítója volt a Société civile pour l’administration des droits des artistes et musiciens interprètes (ADAMI), nevű civil szövetség alapítóinak, mely a francia művészi és zenei előadók jogainak védelmét látja el.

### Magánélete
Patricia Hutchinsonnal (1931–2022) élt házasságban, két leányuk született, Hélène (1955) és Valérie (1956).
1967-ben telket vásárolt Rochefort-en-Yvelines közelében, ahol családi házat épített. Később hosszú időn át élt Meudonban (Hauts-de-Seine megyében), majd Mouans-Sartoux-ba költözött, a Côte d’Azur-re.
2001. január 10-én, 81 éves korában hunyt el egy cannes-i kórházban, tüdővizenyő következtében. A cannes-i Grand Jas temetőben nyugszik.

## Válogatott filmográfia

### Film
| Év   | Magyar cím                                                    | Eredeti cím                                                | Szerep                                        | Magyar hang        |
| ---- | ------------------------------------------------------------- | ---------------------------------------------------------- | --------------------------------------------- | ------------------ |
| 1947 |                                                               | Le beau voyage                                             | csirkefogó                                    |                    |
| 1951 | Az öt barát                                                   | Ils étaient cinq                                           | Jean barátja                                  |                    |
| 1952 | Tiltott játékok                                               | Jeux interdits                                             | Georges Dollé                                 |                    |
| 1952 | Mindannyian gyilkosok vagyunk                                 | Nous sommes tous des assassins                             | ismeretlen szerep                             |                    |
| 1954 | Özönvíz előtt                                                 | Avant le déluge                                            | biciklis munkás                               |                    |
| 1954 | Papa, mama, ő meg én                                          | Papa, maman, la bonne et moi…                              | Gaston szomszéd                               |                    |
| 1955 | Mulató a Montmartre-on                                        | French Cancan                                              | névtelen néző                                 |                    |
| 1955 | Szökevények                                                   | Les évadés                                                 | hadifogoly                                    |                    |
| 1955 | Emberek fehérben                                              | Les hommes en blanc                                        | ismeretlen szerep                             |                    |
| 1955 | Papa, mama, a feleségem meg én                                | Papa, maman, ma femme et moi…                              | autószerelő                                   |                    |
| 1955 | A fekete dosszié                                              | Le dossier noir                                            | rendőr                                        |                    |
| 1955 | Gázolaj                                                       | Gas-oil                                                    | csendőr                                       | Lélek Sándor Tibor |
| 1955 |                                                               | L’amant de Lady Chatterley                                 | vendég a kocsmában                            |                    |
| 1956 |                                                               | Si Paris nous était conté                                  | börtönőr                                      |                    |
| 1956 | Jelentéktelen emberek                                         | Des gens sans importance                                   | Armand útjavító munkás                        |                    |
| 1956 | Átkozott kölyök                                               | Cette sacrée gamine                                        | csendőr őrsparancsnok                         |                    |
| 1956 | Marie-Antoinette, Franciaország királynéja                    | Marie-Antoinette reine de France                           | rikkancs                                      |                    |
| 1956 | Átkelés Párizson                                              | La traversée de Paris                                      | étteremtulajdonos                             | Füzessy Ottó       |
| 1957 |                                                               | The Vintage                                                | unokafivér                                    |                    |
| 1957 | Orgonás negyed                                                | Porte des Lilas                                            | rendőrfelügyelő                               |                    |
| 1957 | Egy párizsi nő                                                | Une parisienne                                             | motoros rendőr                                |                    |
| 1958 | La Tour színrelép                                             | La Tour, prends garde!                                     | Aristide Cornilion                            |                    |
| 1958 | Nyomorultak                                                   | Les misérables                                             | Madelaine úr titkára                          | Képessy József     |
| 1958 | Montparnasse 19 (A Montparnasse szerelmesei)                  | Les amants de Montparnasse                                 | kávéháztulajdonos                             |                    |
| 1958 | Az éjszaka zűrzavara                                          | Le désordre et la nuit                                     | kávéházi pincér                               |                    |
| 1958 | Egy nő fegyverével                                            | En cas de malheur                                          | a Hotel Trianon recepciósa                    |                    |
| 1958 | Csalók                                                        | Les tricheurs                                              | Monsieur Félix                                |                    |
| 1958 | A tükör két oldala                                            | Le miroir a deux faces                                     | professzor                                    |                    |
| 1958 | A játékos                                                     | Le joueur                                                  | kaszinó-alkalmazott                           |                    |
| 1959 | A család rémei                                                | Drôles de phénomènes                                       | felügyelő                                     |                    |
| 1959 | Archimédes, a csavargó                                        | Archimède, le clochard                                     | Mimile                                        |                    |
| 1959 | A más asszonya                                                | Croquemitoufle                                             | ellenőr                                       |                    |
| 1959 | Maigret és a Saint-Fiacre ügy                                 | Maigret et l’affaire Saint-Fiacre                          | Albert, a sofőr                               |                    |
| 1959 | Az Eiffel-torony árnyékában                                   | Rue des prairies                                           | Monsieur Mauduis                              |                    |
| 1959 | Játék a halál ellen                                           | Match contre la mort                                       | ismeretlen szerep                             |                    |
| 1960 | A francia nő és a szerelem                                    | La française et l’amour                                    | ellenőr                                       |                    |
| 1960 | Igazság                                                       | La vérité                                                  | buszsofőr                                     |                    |
| 1961 | Az elnök                                                      | Le président                                               | gépkocsivezető                                |                    |
| 1961 | A balek bosszúja                                              | Le cave se rebiffe                                         | Larpin rendőrfelügyelő az erkölcsrendészetről |                    |
| 1962 | Az epsomi úriember                                            | Le gentleman d’Epsom                                       | Raoul                                         | Miklósy György     |
| 1962 | Kés a sebben                                                  | Le couteau dans la plaie                                   | ujjlenyomat-vevő rendőr                       |                    |
| 1963 | Amerikai fogócska                                             | Charade                                                    | Edouard Grandpierre rendőrfelügyelő           | Horváth Gyula      |
| 1963 | Amerikai fogócska                                             | Charade                                                    | Edouard Grandpierre rendőrfelügyelő           | Hollósi Frigyes    |
| 1963 |                                                               | Le poulet (rövidfilm)                                      | az apa                                        |                    |
| 1963 | Hölgyeim, vigyázat!                                           | Méfiez-vous, mesdames!                                     | Lebrun rendőrfelügyelő                        |                    |
| 1964 | Házasélet                                                     | Françoise ou La vie conjugale                              | ismeretlen szerep                             |                    |
| 1964 | A vonat                                                       | The Train                                                  | Jacques állomásfőnök                          | Csuja Imre         |
| 1964 | A vonat                                                       | The Train                                                  | Jacques állomásfőnök                          | Szerémi Zoltán     |
| 1965 | Ahol az öröm tanyázik                                         | Un grand seigneur: Les bons vivants                        | költöztető-lomtalanító                        | Pataky Imre        |
| 1965 | Fantomas visszatér                                            | Fantômas se déchaîne                                       | vasúti rendőr                                 |                    |
| 1966 | Párizs augusztusban                                           | Paris au mois d’août                                       | M. Bouvreuil                                  |                    |
| 1966 | Elveszett dicsőség                                            | Lost Command                                               | polgármester                                  |                    |
| 1966 | Hogyan kell egymilliót lopni?                                 | How to Steal a Million                                     | őrségparancsnok                               | Horváth Gyula      |
| 1967 | A huszonötödik óra                                            | La vingt-cinquième heure                                   | katona a bárban                               |                    |
| 1967 | A világ legősibb mestersége                                   | Le plus vieux métier du monde                              | csendőr                                       |                    |
| 1968 | Elbűvölő szélhámos                                            | L’homme à la Buick                                         | költöztető munkás                             |                    |
| 1968 | Lány a motorkerékpáron                                        | The Girl on a Motorcycle                                   | benzinkutas                                   |                    |
| 1969 | Lidércnyomás                                                  | The Night of the Following Day                             | bárpultos                                     | Várkonyi András    |
| 1969 | A kalóz menyasszonya                                          | La fiancée du pirate                                       | Félix Lechat                                  |                    |
| 1969 |                                                               | Trois hommes sur un cheval                                 | Fernand                                       |                    |
| 1969 | Tintin és a Nap temploma                                      | Tintin et le temple du soleil                              | tudós (hangja)                                |                    |
| 1970 | Darling Lili                                                  | Darling Lili                                               | Duvalle őrnagy                                | Körmendi János     |
| 1971 | Meghalni a szerelemért                                        | Mourir d’aimer…                                            | levélíró                                      |                    |
| 1971 | Hullajó hullajelölt                                           | Jo                                                         | M. Andrieux                                   | Pálfai Péter       |
| 1973 | Shaft Afrikában                                               | Shaft in Africa                                            | M. Cusset                                     |                    |
| 1973 | De hová tűnt a 7. század?                                     | Mais où est donc passée la 7ème compagnie                  | fűszerboltos                                  |                    |
| 1974 | Kémek                                                         | S*P*Y*S                                                    | Lafayette                                     | Verebély Iván      |
| 1974 | Sziget a világ végén                                          | The Island at the Top of the World                         | Brieux kapitány                               | Balázs Péter       |
| 1975 |                                                               | Opération Lady Marlène                                     | bisztrós ember                                |                    |
| 1975 | Zsarutörténet                                                 | Flic Story                                                 | fogadós Saint-Rémyben                         | Suka Sándor        |
| 1975 | Hupikék törpikék és a csodafurulya (A kis manók furulyája)    | La flûte à six schtroumpfs                                 | Törp-Nótafa (hangja)                          |                    |
| 1976 | A szentév                                                     | L’année sainte                                             | Moreau börtönőr                               | Komlós András      |
| 1976 | A szentév                                                     | L’année sainte                                             | Moreau börtönőr                               | Hajdu Géza         |
| 1976 | Maraton életre-halálra                                        | Marathon Man                                               | LeClerc                                       | Verebes Károly     |
| 1977 | Herbie Monte Carlóba megy                                     | Herbie Goes to Monte Carlo                                 | Bouchet rendőrfelügyelő                       | Dobránszky Zoltán  |
| 1978 | Horoszkóp                                                     | L’horoscope                                                | J.L. Beauché                                  |                    |
| 1978 | Ki öli meg Európa nagy konyhafőnökeit?                        | Who Is Killing the Great Chefs of Europe?                  | Massenet                                      | Zenthe Ferenc      |
| 1978 |                                                               | Général… nous voilà!                                       | Mac Goland                                    |                    |
| 1979 | Münchausen báró csodálatos kalandjai                          | Les fabuleuses aventures du légendaire Baron de Munchausen | Hercule (hangja)                              |                    |
| 1981 | Ó, kedves Harry!                                              | Ach du lieber Harry                                        | Harry, a nagytiszteletű                       | Verebes Károly     |
| 1983 | A szeleniták titka, avagy utazás a Holdra (A holdlakók titka) | Le secret des sélénites                                    | Hercule (hangja)                              | Vajda László       |
| 1983 | A szeleniták titka, avagy utazás a Holdra (A holdlakók titka) | Le secret des sélénites                                    | Hercule (hangja)                              | Vass Gábor         |
| 1991 |                                                               | A Star for Two                                             | Raymond                                       |                    |
| 2001 | Szörny Rt.                                                    | Monsters, Inc.                                             | francia tévériporter (hangja)                 |                    |

### Televízió
| Év        | Magyar cím         | Eredeti cím                           | Szerep                                    | Megjegyzések           |
| --------- | ------------------ | ------------------------------------- | ----------------------------------------- | ---------------------- |
| 1959–1964 |                    | Les aventures de Tintin               | ismeretlen szereplő hangja                | 8 epizód               |
| 1960      | Cyrano de Bergerac | Cyrano de Bergerac                    | Montfleury                                | tévéfilm               |
| 1962      | Leclerc felügyelő  | L’inspecteur Leclerc enquête          | Bihan                                     | 1 epizód               |
| 1962      |                    | Les cinq dernières minutes            | kávéház tulajdonosa / Marcel Pomarat      | 2 epizód               |
| 1973      |                    | Le double assassinat de la rue Morgue | Amiot rendőrbiztos                        | tévéfilm               |
| 1974      |                    | Le commissaire est bon enfant         | rendőrbiztos                              | tévéfilm               |
| 1981      |                    | La chambre 17                         | az Elektromos Művek (EDF) csoportvezetője | tévéfilm               |
| 1983      |                    | Bel ami                               | rendőrbiztos                              | minisorozat            |
| 1983      |                    | On ne le dira pas aux enfants         | Robert műbútorasztalos                    | tévéfilm               |
| 1983–1985 | Minimanók          | The Littles                           | Nagypapa (hangja)                         | 26 epizód              |
| 1988–1989 |                    | Tel père, tel fils                    | M. Pilon                                  | televíziós sorozat     |
| 1990      | Kék vér            | Blaues Blut                           | M. Déclair                                | minisorozat (1 epizód) |